# Ranunculus supracondemiensis
Ranunculus supracondemiensis är en ranunkelväxtart som beskrevs av J. Grau, E. Bayer, G. López González. Ranunculus supracondemiensis ingår i släktet ranunkler, och familjen ranunkelväxter. Inga underarter finns listade i Catalogue of Life.